# Pudlo Pudlat
 (novembre 2016).
Si vous disposez d'ouvrages ou d'articles de référence ou si vous connaissez des sites web de qualité traitant du thème abordé ici, merci de compléter l'article en donnant les références utiles à sa vérifiabilité et en les liant à la section « Notes et références ».
Pudlo Pudlat, né le 4 février 1916 à Ilupirlik au Nunavut et mort le 28 décembre 1992, est un artiste sculpteur, peintre et graveur inuit canadien.
Il était reconnu comme l'un des artistes inuits contemporains les plus novateurs. Il débute en tant que sculpteur avant de se consacrer à la peinture et au dessin. Au cours de sa carrière, il produit environ 4 500 dessins et 190 estampes.

## Biographie

### Jeunesse
Pudlat naît en 1916 à Ilupiru-lik, un petit camp près d’Amadjuak, à environ 350 kilomètres à l’est de Kinngait. Quatrième fils d’une famille de garçons, il voyage beaucoup avant de s’installer définitivement à Kiaktuuq à la fin des années 1950. Il participe au programme de développement des arts et de l’artisanat initié à Kinngait par James Houston, OC à Kiaktuuq.
Il est parmi les premiers à s’essayer au dessin. Ses premières œuvres, dessinées au graphite sur papier à croquis relié en spirale, remontent à 1961 et sont aujourd’hui conservées dans les archives.
Pudlat passe sa jeunesse dans des camps au sud de l'Île de Baffin et dans les îles de Southampton et de Coates au nord de la Baie d'Hudson. Il s'est installé à Cape Dorset à la suite d'une grave blessure au bras qui l'a obligé à se rapprocher des milieux médicalisés.
Pudlat garde une mémoire très vivace du mode de vie traditionnel et il a été témoin des changements apportés par le monde moderne dans la vie inuit. Il sélectionne et mélange des images de son expérience et de son imagination pour créer les œuvres les plus énigmatiques et les plus particulières de la communauté de Cape Dorset.

### Carrière
Depuis ses premières œuvres publiées en 1961, plus de 150 de ses images ont été éditées dans les collections annuelles d'estampes et de lithographies jusqu’en 1993. Largement représenté dans les expositions dans le monde entier, il a aussi été l'objet de nombreuses commandes. En 1972, un de ses dessins a été choisi pour une carte de vœux de l'UNICEF. En 1978, l'un de ses dessins a servi à réaliser les bannières de soie qui décorent le grand hall du Département des Affaires Indiennes et du Nord. La même année, une édition limitée de lithographies intitulée Rivages et camps a été réalisée pour l'hôtel Reine Elizabeth à Montréal. Toujours en 1978, un timbre canadien a été édité en utilisant l'image de sa gravure de 1976 intitulée Avion.
Ses œuvres sont présentées dès 1967 dans les plus importantes expositions telles que Les Chefs-d'œuvre de l'Arctique en 1971, l'Estampe Inuit en 1977, l'Exposition du chamanisme de 1978 de la Winnipeg Art Gallery, La Déesse inuit de la mer du Musée des Beaux Arts de Montréal en 1980, l'exposition sur la collection de la famille Kramer, l'exposition sur l'Amautik inuit, la grande exposition sur les Traditions de l'Art Galery of Ontario de 1983, l'exposition majeure sur l'Imagerie Animale de la Winnipeg Art Gallery de 1985, l'exposition From Drawing to Print du Musée Glenbow à Calgary de 1986 et l'exposition À l'ombre du Soleil qui a inauguré le Musée canadien des civilisations en 1989 après avoir été présentée en Allemagne. Ses œuvres servirent de support aux explications et démonstrations de la traduction du dessin à l'estampe pour l'exposition fondamentale de la Fondation Mac Michael (1991), In Cape Dorset we do it this way.
À partir de 1978, des expositions nominales ont pu être réalisées au Canada comme aux États-Unis et en Europe. La Belgique fut la dernière à lui consacrer une exposition nominale de son vivant à Bruges en 1992. Il est présent dans toutes les grandes collections d'art inuit dont on ne citera que la Winnipeg Art Gallery, le Musée national des beaux-arts du Québec, la galerie d’art autochtone de la Toronto Dominion, la collection Swinton, de la famille Kramer, le musée de Fort Worth aux États-Unis.
Il illustre bien sûr tous les livres de référence tels que celui de George Swinton, celui de la Guilde canadienne des métiers d'art de Montréal.
En 1990, le Musée des beaux-arts du Canada à Ottawa lui a consacré une rétrospective sur les trente dernières années de sa production. Le catalogue est une source de renseignements importants sur la vision que Pudlo a des deux mondes et sur sa vie extraordinaire qui transparaît dans son inspiration créatrice. Il illustre le livre Art inuit (C. Baud et al.), éditions Fragments 1997 et 2006 (seconde édition), de Ingo Hessel Ed. Douglas et Mc Intyre 1998 Inuit Art, An Introduction no 54, 124. Il illustre la rétrospective sur les quarante  premières années d'activité de l'Atelier de gravure de Cape Dorset (1960-2000) : exposition Malbodium Museum 2001 avec catalogue.
En 2001, le Musée des beaux-arts du Canada présente une exposition sur ses dessins et estampes.